# Musique de Chambre (Joyce)
Pour l’article homonyme, voir Musique de chambre.
Musique de Chambre (Chamber Music) est un recueil de trente-six poèmes écrits par James Joyce pendant ses jeunes années, de 1901 à 1906 et publié pour la première fois à Londres chez Elkin Mathews en 1909.

## Liste
1. Strings in the earth and air
2. The twilight turns from amethyst
3. At that hour when all things have repose
4. When the shy star goes forth in heaven
5. Lean out of the window
6. I would in that sweet bosom be
7. My love is in a light attire
8. Who goes amid the green wood
9. Winds of May, that dance on the sea
10. Bright cap and streamers
11. Bid adieu, adieu, adieu
12. What counsel has the hooded moon
13. Go seek her out all courteously
14. My dove, my beautiful one
15. From dewy dreams, my soul, arise
16. O cool is the valley now
17. Because your voice was at my side
18. O Sweetheart, hear you
19. Be not sad because all men
20. In the dark pine-wood
21. He who hath glory lost, nor hath
22. Of that so sweet imprisonment
23. This heart that flutters near my heart
24. Silently she's combing
25. Lightly come or lightly go
26. Thou leanest to the shell of night
27. Though I thy Mithridates were
28. Gentle lady, do not sing
29. Dear heart, why will you use me so?
30. Love came to us in time gone by
31. O, it was out by Donnycarney
32. Rain has fallen all the day
33. Now, O now, in this brown land
34. Sleep now, O sleep now
35. All day I hear the noise of waters
36. I hear an army charging upon the land

La plupart de ces poèmes ont été mis en musique. Ainsi, Luciano Berio en a repris trois dans sa pièce Chamber Music de 1953 (les numéros 1, 35 et 9).